# Prijetje Kristusa
Prijetje Kristusa ali El Expolio (latinsko Exspolĭum) je slika El Greca, ki jo je začel poleti 1577 in dokončal spomladi 1579 za veliki oltar zakristije stolnice v Toledu, kjer še vedno običajno visi. Konec leta 2013 je bila na začasni razstavi v muzeju Prado v Madridu (z drugimi El Greci), po obdobju čiščenja in ohranjanja tam; leta 2014 je bila vrnjena v Toledo. Je eno najbolj znanih El Grecovih del. Dokument z dne 2. julija 1577, ki se nanaša na to sliko, je najzgodnejši zapis o prisotnosti El Greca v Španiji. Naročilo za sliko je bilo zagotovljeno zaradi prijateljstva El Greca iz Rima z Luisom, sinom Diega de Castilla, dekana stolnice v Toledu. De Castilla starejši je uredil tudi El Grecovo drugo veliko naročilo, pri katerem je delal sočasno, slike za toledsko cerkev Santo Domingo el Antiguo.

## Opis
Slika prikazuje Kristusa, ki z izrazom spokojnosti gleda v nebesa; njegova idealizirana figura se zdi ločena od drugih ljudi in nasilja, ki ga obdaja. Podoba, oblečena v črno, v ozadju obtožujoče kaže na Kristusa, medtem ko se druga dva prepirata, komu bodo pripadala njegova oblačila. Moški v zelenem na Kristusovi levi ga trdno drži privezanega z vrvjo za desnico. Sega po Jezusovem rdečem ogrinjalu in se pripravlja, da mu strga ogrinjalo v pripravi na križanje. V spodnjem desnem kotu se moški v rumenem sklanja nad križ in vrta luknjo, da bi olajšal vstavljanje žeblja, ki bi ga zabili skozi Kristusove noge. Žareče Odrešenikovo obličje je silovito postavljeno nasproti grobim figuram krvnikov, ki so zbrani okoli njega in s svojimi gibi, kretnjami in sulicami ustvarjajo vtis vznemirjenja.
Kristus je oblečen v svetlo rdeče oblačilo; na tej rdeči tuniki je El Greco koncentriral vso izrazno moč svoje umetnosti. Vijolično oblačilo (metonimični simbol božje strasti) je razpeto v svetlo gubo; le kromatični par rumene in modre v ospredju vzbudi ločeno noto, ki se po moči približa slavilni himni rdeče.
V levem ospredju tri Marije s stisko razmišljajo o prizoru. Njihovi prisotnosti so nasprotovale oblasti stolnice, saj na tem mestu v evangelijih niso omenjene kot navzoče. Greco je to podrobnost, skupaj z nekaterimi drugimi, kot je vrv okoli Kristusovih zapestij, verjetno vzel iz poročila v Meditacijah o trpljenju Jezusa Kristusa sv. Bonaventure. Postavitev mučiteljev višje od Kristusove glave so navedli tudi pooblaščenci stolnice v arbitražnem postopku glede cene.
Zdi se, da je El Greca pri oblikovanju kompozicije navpično in kompaktno v ospredju vodila želja po prikazu zatiranja Kristusa s strani njegovih krutih mučiteljev. Kristusova figura, robustna, visoka in umirjena, dominira v središču kompozicije, ki je zgrajena navpično kot stena. El Greco je izbral način izločanja prostora, ki je skupen manieristom srednjega in poznega 16. stoletja. Po mnenju Harolda Wetheyja se je El Greco »verjetno spomnil poznobizantinskih slik, na katerih je uporabljena superpozicija glav, vrsta za vrsto, da bi namigovala na množico«.

## Kritična analiza
Wethey meni, da je slika »mojstrovina izjemne izvirnosti«. Močan učinek slike je odvisen predvsem od njegove izvirne in močne uporabe barve. Spominja se nekaj učinka velikih podob Odrešenika v bizantinski umetnosti; do tega datuma je bilo Prijetje redka tema v zahodni umetnosti. Motiv gneče okoli Kristusa nakazuje poznavanje del severnih umetnikov, kot je Bosch (najboljša zbirka del je pripadala Filipu II.); figuro, ki pripravlja križ, bi lahko izpeljali iz podobne figure, ki se sklanja naprej, na Rafaelovi tapiseriji in risbi Čudežne ribe, ki bi jo poznal iz Rima. Je pa to zadnjič, da se namiguje na konkretne izposoje. Prvotni oltar iz pozlačenega lesa, ki ga je El Greco zasnoval za sliko, je bil uničen, vendar je njegova majhna kiparska skupina Čudež sv. Ildefonsa še vedno ohranjena na spodnjem središču okvirja.

## Arbitraža
Prijetje Kristusa je bilo predmet spora med slikarjem in predstavniki stolnice glede cene dela; El Greco se je bil prisiljen zateči k pravni arbitraži in je na koncu prejel le 350 dukatov, ko ga je njegov lastni cenilec ocenil na 950. Prav tako naj bi odstranil nekatere zneske, ki so mu nasprotovali, česar pa ni nikoli storil.

## Različice
Kljub pritožbam naročnikov stolnice je bila slika izjemno uspešna; trenutno je znanih več kot 17 različic slike. Dve močno pomanjšani različici sta splošno sprejeti kot iz rok samega El Greca; morda je bila ena študija oljne skice ali, bolj verjetno, studijski zapis kompozicije. Druge različice replik so lahko tudi v celoti ali delno izdelane od samega mojstra. Avtogram ali studijska kopija iz let 1581-1586 je od leta 1886 v Muzeju lepih umetnosti v Lyonu.
Različica dela, nastala okoli leta 1600 je v Narodni galeriji v Oslu na Norveškem - ta je pripisana umetniku. Druga v Stari pinakoteki v Münchnu naj bi bila pripravljalna skica za avtograf za glavno delo.
Različica prizora je na ogled tudi v Upton House v Warwickshiru v Angliji.